# Laminacauda expers
Laminacauda expers là một loài nhện trong họ Linyphiidae. Loài này được phát hiện ở Peru.